# Aline Adisaka
Aline Adisaka (Ubatuba) é uma surfista brasileira, praticante da modalidade stand up paddle. Possui uma medalha de prata em Jogos Pan-Americanos.

## Biografia
Aline vem de uma família de surfistas de Ubatuba, se especializando no SUP.  Em 2017, já era bicampeã brasileira e ocupava o terceiro lugar no ranking mundial da modalidade.
Em 2019, disputou os Jogos Sul-Americanos de Praia, em Rosário, na Argentina. Foi medalha de ouro na categoria sprint.
Aline disputou em 2023 o Mundial da ISA na modalidade SUP Wave, em  Les Sables-d’Olonne, na França. Ficou com a medalha de prata após a final contra Lucia Cosuelo, da Argentina. Nos Jogos Pan-Americanos de 2023, em Santiago, levou a medalha de prata.